# Karahan, Muradiye
Karahan là một xã thuộc thành phố Muradiye, tỉnh Van, Thổ Nhĩ Kỳ. Dân số thời điểm năm 2011 là 1.368 người.